# Clube Atlético Taguatinga
Il Clube Atlético Taguatinga, meglio noto come Atlético Taguatinga e in precedenza come Bandeirante, è stata una società calcistica brasiliana con sede a Taguatinga, nel Distretto Federale.

## Storia

### Bandeirante
Il club è stato fondato il 15 ottobre 1994 nella città di Núcleo Bandeirante come Associação Desportiva Comercial, anche se nel 2000 ha cambiato denominazione in Associação Desportiva Comercial Bandeirante, e infine nel 2006 in Clube Atlético Bandeirante. Il Bandeirante è stato finalista del Campionato Brasiliense nel 2000, perdendo la finale con il Gama. Il club ha partecipato nello stesso anno al Campeonato Brasileiro Série A, chiamato Copa João Havelange in quella stagione, venendo eliminato al primo turno dopo essere stato inserito nel "Modulo Giallo". Ha partecipato alla Coppa del Brasile nel 2002, dove è stato eliminato al primo turno dal Cruzeiro.

### Atlético Taguatinga
Il club ha cambiato denominazione in Clube Atlético Taguatinga nell'estate 2015, trasferendosi nella città di Taguatinga.

### Cambio del nome in Taguatinga Esporte Clube
Il 3 maggio 2018, giunge la notizia che il Taguatinga Esporte Clube e l'Atlético Taguatinga erano in trattativa avanzata per realizzare una fusione tra le due squadre, con l'intenzione di partecipare con il nome e lo stemma del TEC. Ciò a causa del rifiuto del popolo di Taguatinga all'Atlético Taguatinga, che non è stato identificato con il club, dal momento che molti tifosi si sono ancora identificati con il TEC.
L'8 giugno 2018, Edmilson Marçal, presidente dell'Atlético Taguatinga, ha indicato all'arbitrato del Campeonato Brasiliense Segunda Divisão 2018 che il club avrebbe usato il nome del Taguatinga Esporte Clube nella competizione.

## Palmarès

### Competizioni statali
- Campeonato Brasiliense Segunda Divisão: 1

2015

### Altri piazzamenti
- Campionato Brasiliense:

Secondo posto: 1977, 2000